# Abbaye de Tholey
L'abbaye de Tholey est une abbaye bénédictine faisant partie de la congrégation de Beuron au sein de la confédération bénédictine. Elle est vouée à saint Maurice et se trouve en Allemagne à Tholey en Sarre.

## Histoire
Des premières communautés de moines se sont installées aux Ve et VIe siècles dans les ruines romaines et se regroupent sous les conseils de saint Magnéric, évêque de Trèves entre 566 et 600. La tradition considère que saint Wendelin en était le premier abbé.
Anciennement située dans la Lorraine allemande, au pied de l'ancien château de Schombourg, l'abbaye de Tholey fut fondée vers le commencement du VIIe siècle par Dagobert Ier.
L'abbaye rejoint la congrégation de Bursfelde à la fin du XVe siècle.
L'abbaye est incendiée et ravagée en 1794 par les troupes révolutionnaires françaises. Elle est dissoute peu après, lorsque la région fait partie de la république. Les bâtiments restants sont vendus aux enchères comme bien national en 1798. L'église rouvre et devient église paroissiale en 1806, et le petit bâtiment attenant, la cure.
Les bénédictins reviennent dans les lieux en 1949 et la nouvelle communauté, venue de l'abbaye Saint-Matthias de Trèves, s'installe définitivement l'année suivante. Les moines s'occupent de la paroisse, d'une librairie et d'une maison d'édition. Fidèles à leur tradition d'accueil, ils reçoivent pour des retraites spirituelles.
Sous la conduite d' l'Alsacien naturalisé allemand Mauritius Choriol, les bâtiments sont entièrement rénovés. Les peintres allemands Gerhard Richter et Mahhuba Maqsoodi (de) réalisent de nouveaux vitraux.

## Quelques abbés
- Saint Wendelin, v. 587-617
- Theodor Ernst Anton d'Hame[3], 1730-1759
- Pierre de Salabert, 1768-1793
- Petrus Borne, 1949-1976
- Rhabanus Heddergott, 1976-1981
  - Athanasius Weber, 1982-1985, prieur-administrateur
- Macarius Hebler, 1985-2008
  - Mauritius Choriol, 2008-2025  prieur administrateur pour trois ans (reconduit en 2011). Cet ancien chef étoilé est élu Abbé en 2014[2].

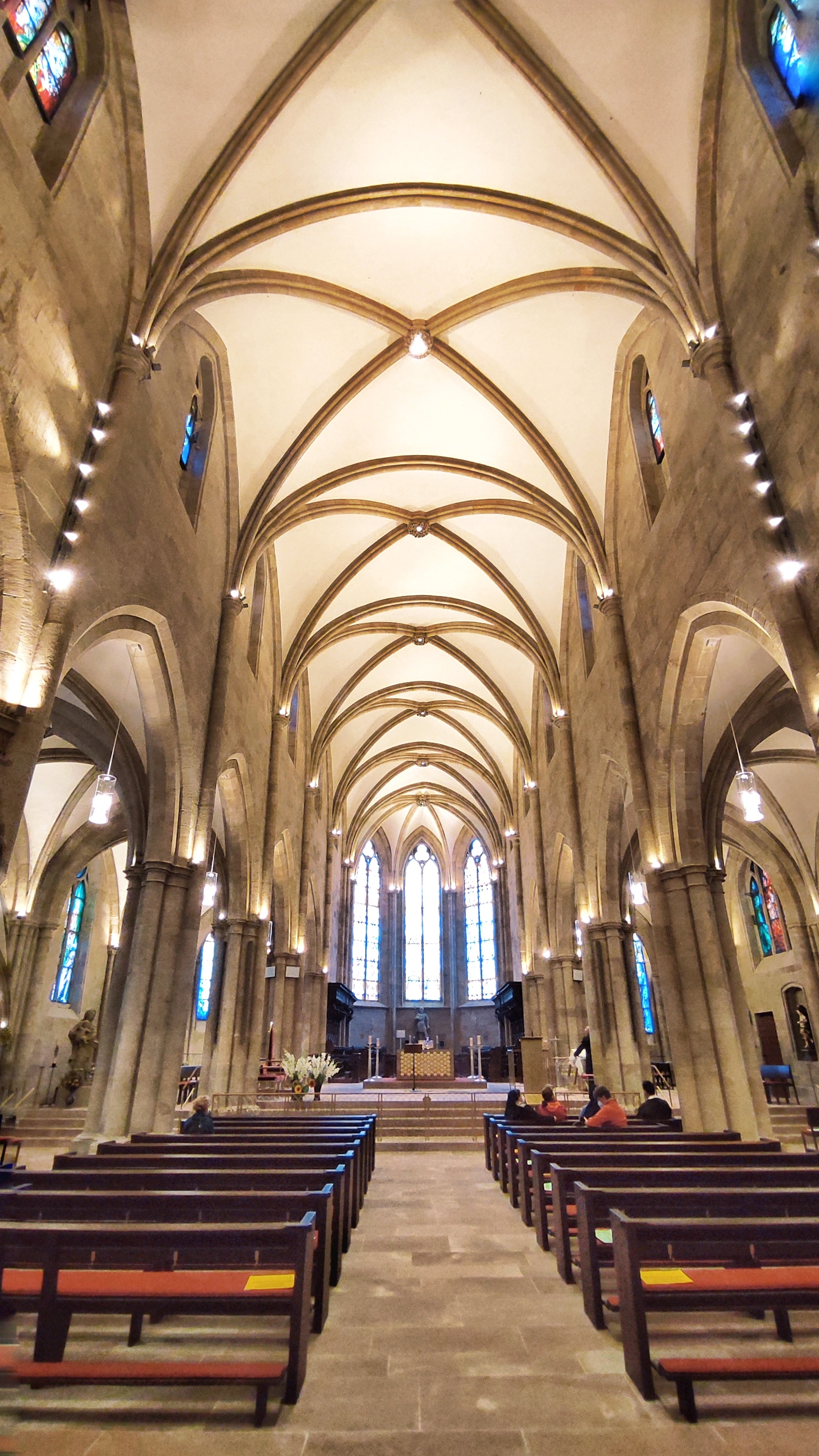
Nef de l'église.
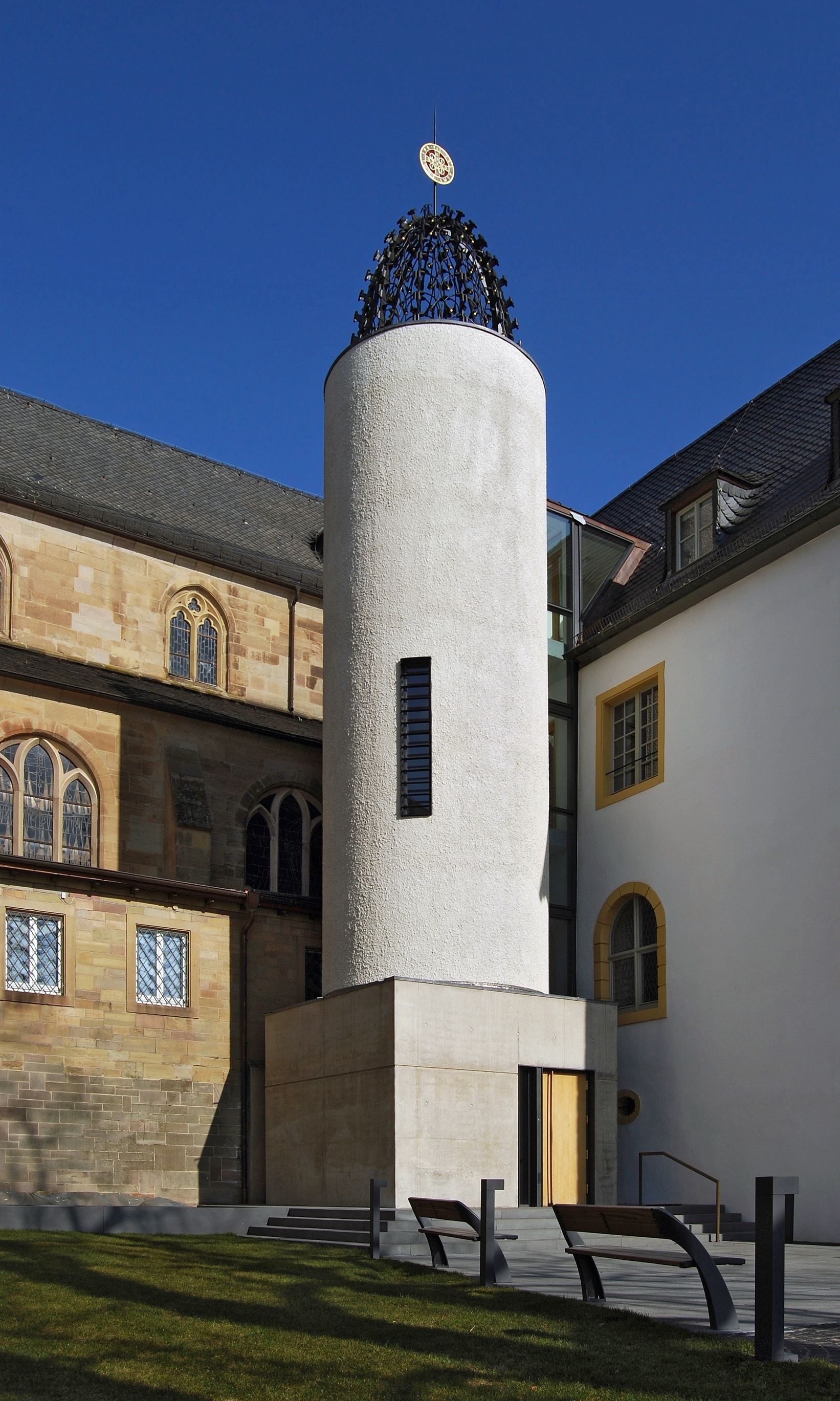
Tour de l'abbaye.
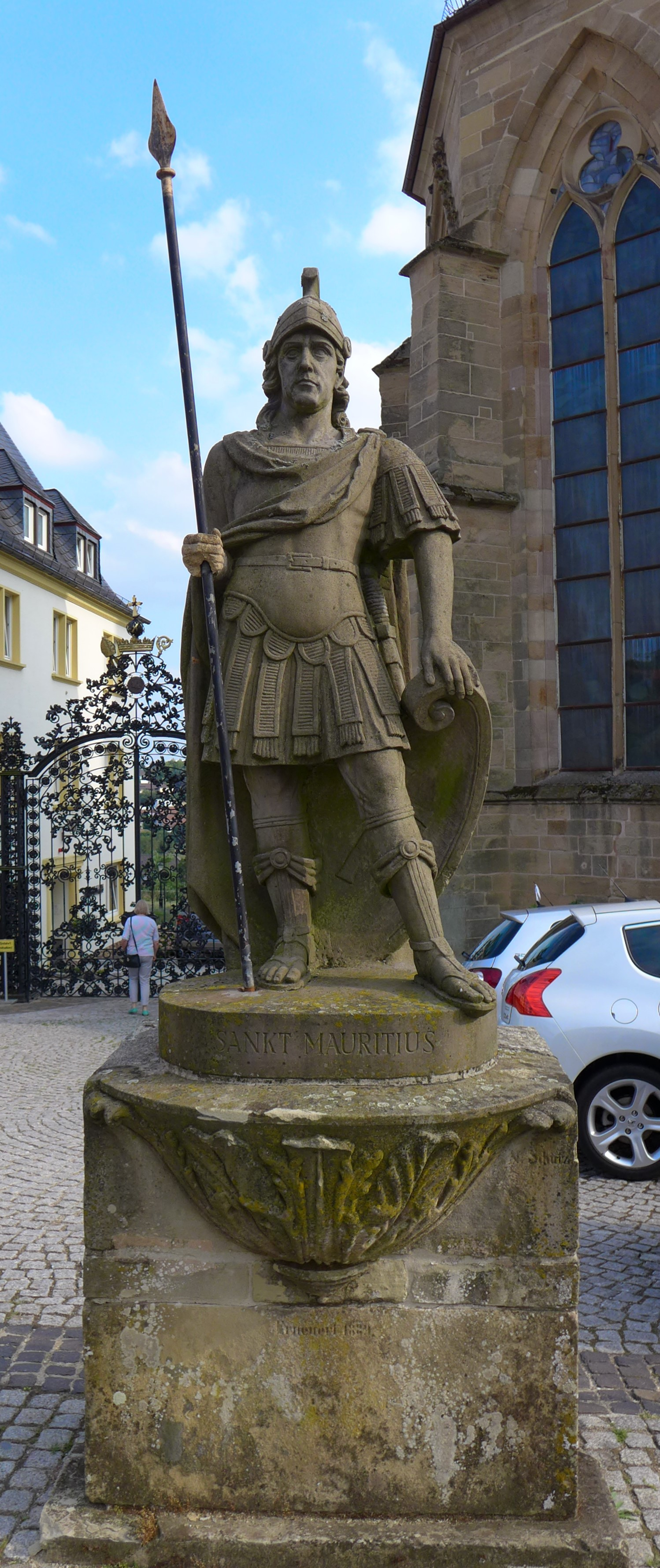
Statue de saint Maurice.